# HIM (gruppo musicale)
Gli HIM sono stati un gruppo rock finlandese di Helsinki, fondato nel 1991 dal cantante Ville Valo, dal chitarrista Lily Lazer (Mikko Lindström) e dal bassista Migé Amour (Mikko Paananen). I temi toccati da questo gruppo sono principalmente l'amore e la morte. Il nome corretto della band è scritto tutto maiuscolo, in quanto era originariamente l'acronimo di His Infernal Majesty, scelto scherzosamente, senza reali legami con il mondo satanico.
Il gruppo ha come simbolo l'Heartagram, unione di un cuore e del pentacolo rovesciato, racchiusi in un cerchio, a simboleggiare che l'amore viene dato dalla convivenza (cerchio) del bene (cuore) e del male (pentacolo), sentimento che a detta di Ville Valo è "forse non la cosa più importante, ma l'unico motivo per cui mi alzo dal letto la mattina".

## Storia

### Primi EP eGreatest Love Songs Vol. 666(1991-1999)
La band pubblicò come His Infernal Majesty due demo e un EP. I loro due primi demo furono Witches and Other Night Fears e This Is Only the Beginning, pubblicati rispettivamente nel 1992 e nel 1995. La band pubblica il primo EP nel 1996, intitolandolo 666 Ways to Love: Prologue, il quale raffigura in copertina il viso della madre di Ville Valo, Anita.
Nel 1997 inizia la loro popolarità in tutti i Paesi nordici grazie all'uscita del primo album Greatest Lovesongs Vol. 666, da cui vengono estratti i singoli Wicked Game (cover della nota canzone del cantautore Chris Isaak), When Love and Death Embrace e Your Sweet Six Six Six. L'album raggiunge la quarta posizione nella classifica finlandese e la 56a nella classifica tedesca. All'interno dell'album è inoltre presente la cover della canzone (Don't Fear) The Reaper, brano fra i più celebri della rock band statunitense Blue Öyster Cult. Il 666 nel nome dell'album è stato scelto per pura apparenza e per contrastare la parola love (amore). Le canzoni degli HIM infatti comprendono sempre contrasti di cui il più usato è "amore/morte".

### Razorblade Romance(1999-2001)

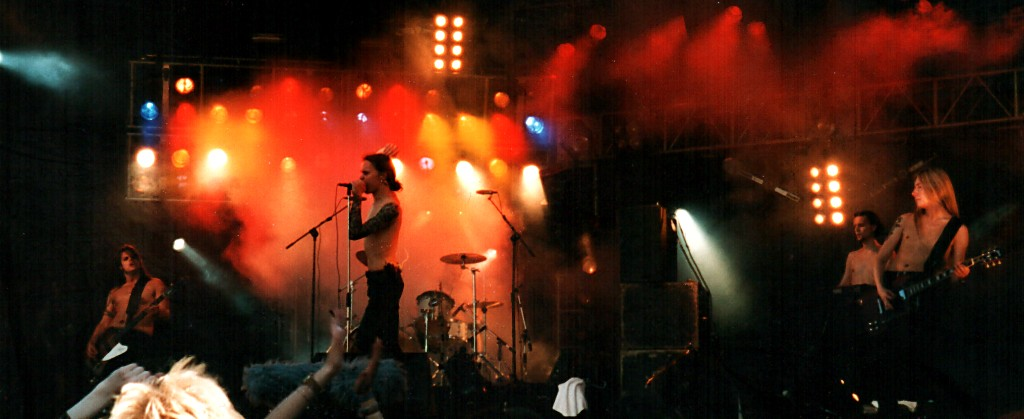
Gli HIM al Provinssirock 1999: da sinistra; Mige, Ville, Gas, Juska and Linde

Nel 1999 la loro notorietà si spinge in tutta Europa, grazie all'album Razorblade Romance. Da questo album vengono estratti i singoli Poison Girl, Right Here in My Arms, Gone With the Sin ed in particolare la canzone Join Me in Death, utilizzata come colonna sonora nella versione europea del film Il tredicesimo piano. Forte del buon riscontro di vendite ottenuto (soprattutto in Germania), la band intraprende un tour che arriverà a toccare per la prima volta anche l'Italia. Sulla scia di questo crescente successo, viene deciso quindi di pubblicare l'album anche negli Stati Uniti. A causa però di un'omonimia (in America già esiste una rock band chiamata HiM), solo per questo mercato il nome del gruppo viene modificato in HER (His Evil Royalty). Questa rara versione di Razorblade Romance è ora oggetto di collezione da parte dei fan.

### Deep Shadows and Brilliant Highlights(2001-2003)
Il 2001 è l'anno del loro terzo album, Deep Shadows and Brilliant Highlights, pubblicato il 27 agosto. Questo è il primo album della band col nuovo tastierista Emerson Burton, ultima aggiunta alla formazione attuale. L'album è arrivato al primo posto in classifica in Finlandia e al secondo posto in Germania. Dall'album sono stati estratti quattro singoli: Pretending, In Joy and Sorrow e il doppio singolo contenente Heartache Every Moment e Close to the Flame.
Dopo la registrazione di Deep Shadows And Brilliant Highlights, tre membri del gruppo, Ville Valo (voce), Lily Lazer (chitarra) e Migé Amour (basso), hanno dato vita ad un progetto rock and roll parallelo dal nome Daniel Lioneye, modificando i ruoli all'interno del gruppo: Lily Lazer (voce e chitarra), Ville Valo (batteria), Migé Amour (basso), assieme a Itä-Saksa, The Skreppers, New Rose e Ravenstorm.

### Love Metal(2003-2005)

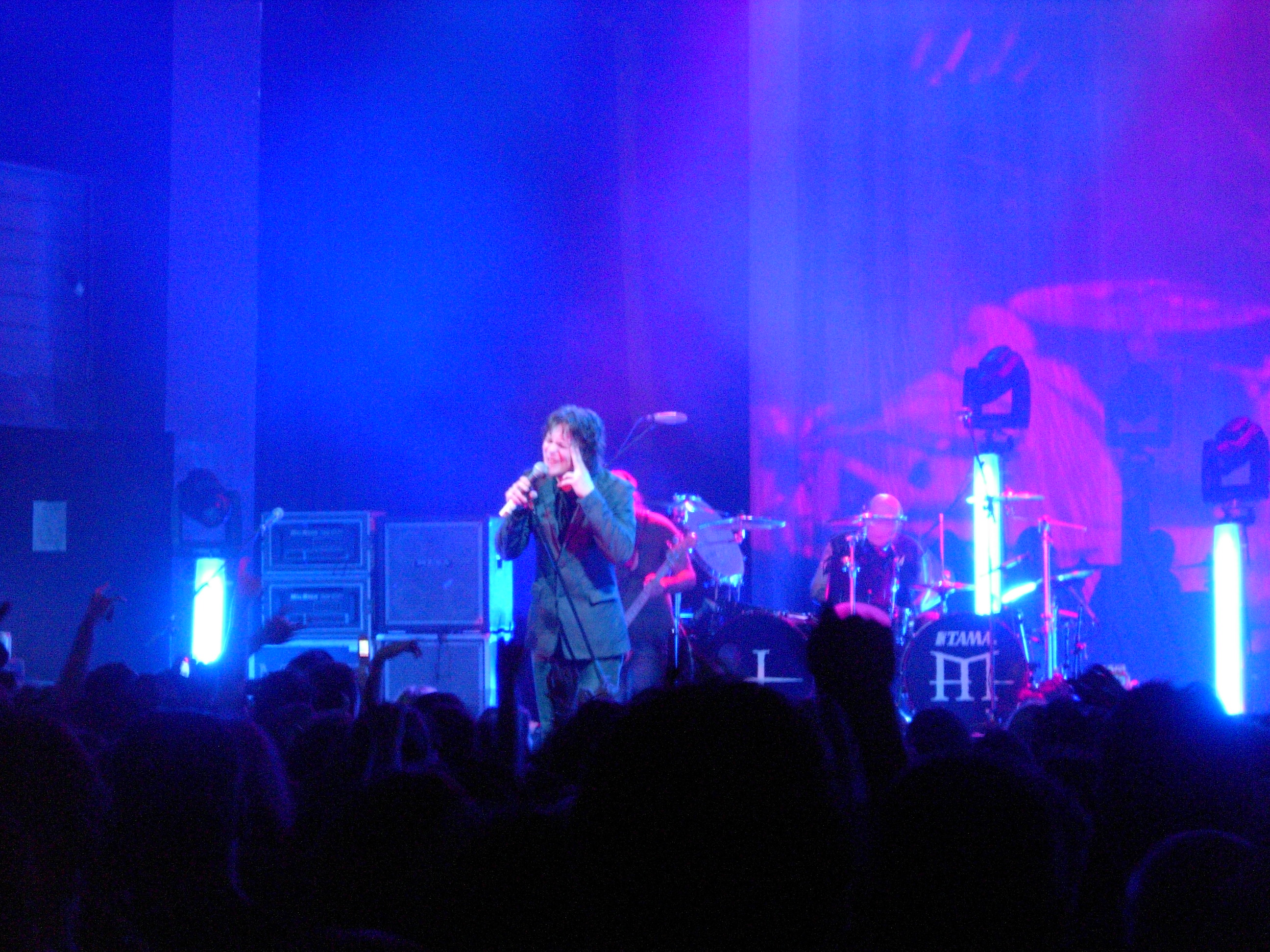
HIM in concerto a Milano, 2005

Nel 2003 la band pubblica il quarto album dal titolo Love Metal, titolo che racchiude in sé il genere musicale creato dalla band finlandese. L'album, il primo in cui in copertina non compare il frontman Ville Valo, ma solamente un Heartagram dorato su sfondo nero, raggiunge la prima posizione in Finlandia e Germania. Oltre alla versione standard esiste una edizione limitata in Digipack contenente una bonus track. Da questo album vengono estratti i singoli The Funeral of Hearts, Buried Alive by Love e The Sacrament. Il video di Buried Alive by Love vede protagonista l'attrice Juliette Lewis ed è diretto dal volto di MTV Bam Margera. Grazie a questa collaborazione, Margera inizierà ad inserire l'Heartagram all'interno della serie Viva La Bam, permettendo così alla band di farsi conoscere in America. Margera dirigerà anche i successivi 3 video della band.
Il 15 marzo 2004 la band pubblica la raccolta And Love Said No - The Greatest Hits 1997-2004, contenente due inediti: And Love Said No e Solitary Man, cover di un brano di Neil Diamond, famosa in Italia per essere stata interpretata Gianni Morandi nel 1966 con testo tradotto in italiano e intitolata Se perdo anche te.

### Dark Light(2005-2007)
Il 2005 è l'anno del loro successo mondiale. Forti di un nuovo contratto discografico con la major Warner Music, il nuovo album, Dark Light, uscito a settembre sotto etichetta Sire Records, diventa il maggior successo della band e viene distribuito per la prima volta anche negli USA, dove entra nella top 20 della classifica Billboard 200. Il notevole successo del primo singolo estratto, Wings of a Butterfly, permette alla band di entrare tra le più significative realtà del rock mondiale, con frequenti apparizioni su emittenti musicali come MTV e concerti con il "sold out". I singoli successivi estratti da questo album sono Killing Loneliness (nel cui video compare il personaggio televisivo e tatuatrice Kat Von D), Vampire Heart e Under the Rose.
Il 27 ottobre 2006 esce la compilation Uneasy Listening Vol. 1, raccolta contenente versioni speciali di canzoni (la maggior parte singoli) già pubblicate sui precedenti album. A causa di problemi legali dovuti all'immagine presente in copertina, la compilation viene subito ristampata con una differente cover, rendendo la prima versione una rarità oggetto di collezione.
Il 20 aprile 2007 esce la compilation Uneasy Listening Vol. 2, in questo caso, oltre a versioni speciali di canzoni già precedentemente pubblicate, sono contenute anche tracce rare, mai pubblicate prima su album.

### Venus Doom(2007-2009)

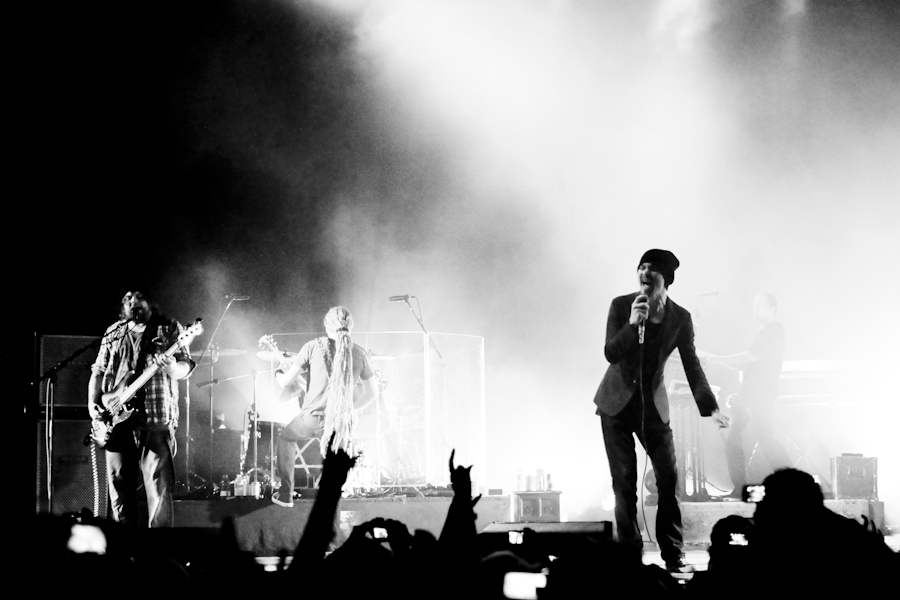
Gli HIM a Los Angeles nel 2010

Il 17 settembre 2007 esce Venus Doom, sesto album della band. L'album è stato registrato nei Finnvox Studios durante la primavera del 2007 sotto la supervisione di Tim Palmer. Negli Stati Uniti l'album ha venduto 38 000 copie. Da questo album vengono estratti i singoli The Kiss of Dawn e Bleed Well. Inoltre la canzone Passion's Killing Floor compare all'interno del film del 2007 Transformers di Michael Bay e, per questo, viene inserita all'interno della compilation Transformers: The Album.
Per promuovere l'uscita dell'album, la band intraprende un tour che tocca anche l'Italia, con tre date nella primavera del 2008: all'Alcatraz di Milano il 6 marzo, al Saschall di Firenze il 7 marzo e l'8 marzo al Vox di Nonantola (Modena). Dalle date del 14 e 15 novembre 2007 tenute al Orpheum Theater di Los Angeles vengono effettuate le registrazioni per un CD/DVD live intitolato Digital Versatile Doom, pubblicato il 29 aprile 2008.

### Screamworks: Love in Theory and Practice(2009-2011)
Il 14 febbraio 2010 è uscito in Italia il loro settimo album in studio intitolato: Screamworks: Love in Theory and Practice (Chapters 1-13). L'album è stato annunciato da Ville Valo il 10 giugno 2009 su EuroRock Radio. A detta di Ville l'album presenta un sound molto veloce e orecchiabile. L'album è stato prodotto nell'estate dell'2009 a Los Angeles sotto la direzione di Matt Squire. È uscito in versione standard e in versione "Deluxe Edition", quest'ultima in formato Digipack contenente un bonus disc con la versione acustica di tutti i pezzi. I singoli estratti da questo album sono Heartkiller e Scared to Death.
Il 7 dicembre 2010 esce l'album SWRMXS, si tratta di un remix album in cui sono presenti versioni alternative dei pezzi presenti in Screamworks. Tra gli artisti che fanno parte del progetto, ricordiamo il famoso DJ olandese Tiësto.

### Tears on tape(2011-2016)
Dopo diversi mesi di silenzio, il 28 marzo 2011, gli HIM annunciano di separarsi dalla Sire Records dopo sei anni di collaborazione. Seppo Vesterinen, il manager della band, dichiara che il nome della nuova etichetta verrà annunciato prima dell'inizio dell'estate. Il 3 agosto 2011 arriva il suo annuncio secondo il quale l'album uscirà nel 2012, a causa però dei problemi di salute che affliggono il batterista Gas Lipstick, l'uscita dell'album viene posticipata.
Il 18 agosto 2012 Ville Valo conferma tramite la pagina Facebook ufficiale della band che la stessa sarebbe tornata in studio di registrazione a settembre e che l'album Tears on Tape sarebbe stato pubblicato nella prima parte del 2013, il 22 ottobre 2012 Valo conferma l'uscita dell'album all'incirca tra marzo-aprile del 2013.
Il 6 novembre 2012 esce la raccolta XX - Two Decades of Love Metal che celebra i 20 anni di attività della band. La raccolta, oltre ai brani già pubblicati sui precedenti album, contiene l'inedito Strange World, cover del cantante statunitense Ké, del brano viene anche girato un video.
Il 26 dicembre 2012 la band suona dal vivo al Turku Club una canzone che farà parte del nuovo album, intitolata I Will Be the End of You. Il 14 febbraio 2013 viene fissata la data di uscita di Tears on Tape per il 26 aprile 2013. L'album, registrato in Finlandia, viene pubblicato sotto etichetta DoubleCross per il mercato britannico, Razor & Tie per il mercato nordamericano e Universal per il mercato europeo, dopo la decisione della band di separarsi dalla major Warner Music.
Il 27 gennaio 2015 il batterista Gas Lipstick annuncia la sua separazione dalla band dopo 16 anni di carriera per potersi dedicare ad altri progetti musicali. Il 25 luglio 2015, durante un concerto, il gruppo si esibisce con il nuovo batterista Jukka "Kosmo" Kröger.

### Scioglimento del gruppo (2017)
Il 5 marzo 2017 il gruppo annuncia, tramite la propria pagina Facebook, l'intenzione di sciogliersi dopo un ultimo tour d'addio. Il tour, chiamato Bang and Whimper 2017 - The Farewell Tour, inizia il 14 giugno 2017 e termina il 31 dicembre, con le ultime 5 date rientranti all'interno dell'Helldone, festival musicale finlandese. In totale il tour comprende 51 concerti tra Europa e Nord America ed è articolato in tre fasi, una prima fase tra giugno e luglio in Europa, una seconda fase tra ottobre e novembre in Nord America e la terza ed ultima tra novembre e dicembre di nuovo in Europa. Tutte le date della seconda e terza parte sono andate sold out.

## Origine del nome e omonimie
Ci sono tante leggende riguardanti il loro nome, ma Ville Valo ha più volte dichiarato che il nome His Infernal Majesty (Sua Maestà Infernale) è stato scelto scherzosamente poco tempo dopo che lui, Migè (bassista) e Linde (chitarrista) iniziarono a suonare insieme. L'acronimo però non è mai stato preso seriamente. Dovettero successivamente cambiare il nome in HIM, non solo perché la gente iniziò a pensare che la band fosse satanica (i testi delle loro canzoni confutano questa teoria) ma anche perché i finlandesi avevano difficoltà a pronunciarlo.
Ville Valo non ha mai nascosto il ripudio verso coloro che considerano gli HIM una band con legami e interessi occulti e satanici a causa del nome, e ha detto che certe cose non hanno mai riguardato né lui né il resto della band. Questo è stato dichiarato dallo stesso Ville nella biografia ufficiale della band, Synnin Viemää (2002):
Come già in precedenza accennato, proprio a causa dell'omonimia con la band statunitense HiM, l'album Razorblade Romance è originariamente uscito sul mercato americano a nome HER. Solo dopo aver firmato il contratto con la Warner Music, dall'album Dark Light in poi la band ha potuto utilizzare il suo nome corretto anche per il mercato americano. Il nome della band non va confuso con gli Infernäl Mäjesty, band thrash metal canadese, con gli HiM, band post-rock statunitense, o con i 4Him, band Christian Contemporary.

## L'Heartagram

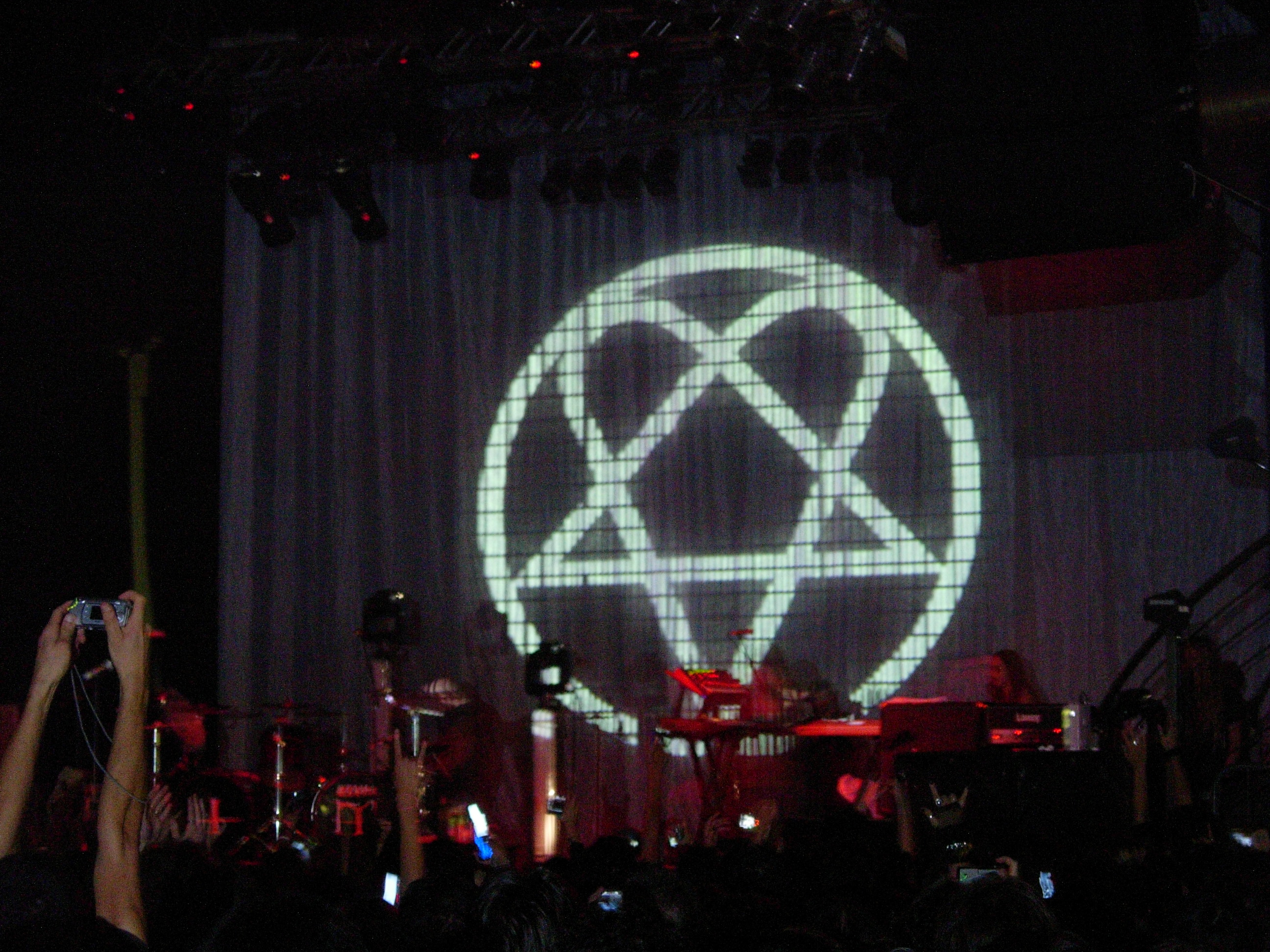
Concerto degli HIM; sullo sfondo è ben visibile l'Heartagram

L'heartagram è il simbolo degli HIM, raffigurante l'unione di un cuore con un pentacolo rovesciato, che simboleggia il bene ed il male, l'amore e l'odio, la vita e la morte. È stato creato da Ville Valo il giorno del suo ventesimo compleanno, e proprio lui ha dichiarato che è come una sorta di moderno yin e yang. Dal 2005 il simbolo viene racchiuso all'interno di un cerchio.
In un'intervista ha dichiarato:
In seguito all'avvio della sua carriera solista sotto il moniker VV, Ville Valo propone una versione modificata del simbolo contenente proprio le lettere VV.

## Stile musicale
Il frontman Ville Valo ha indicato come sue principali influenze musicali gruppi metal come Black Sabbath e Type O Negative.
Dall'omonimo album in poi, gli HIM si sono autodefiniti una band Love Metal, ad indicare un sound che si rifà al metal più romantico e melodico. L'album Greatest Love Songs Vol. 666 può essere considerato gothic metal a tutti gli effetti, genere in cui vengono normalmente racchiusi; con i successivi si ha un'evoluzione del sound, più "ammorbidito" ma sempre metal come in Razorblade Romance fino ad arrivare al pop metal di Dark Light e al pop rock di Deep Shadows and Brilliant Highlights. L'album Love Metal vede un parziale ritorno alle origini, mentre Venus Doom, come già intuibile da titolo, richiama sonorità accostabili al doom. Con Screamworks: Love in Theory and Practice si ha un ulteriore cambiamento: il suono diventa più veloce e allo stesso tempo più orecchiabile. I generi di riferimento possono essere gothic rock, gothic metal, dark rock, alternative rock, e melodic metal.
Gli HIM fanno parte di un genere di metal-rock gotico e molto melodico, accostabile ad altre band come Sentenced (nella seconda parte della loro carriera), Entwine, To/Die/For e, in maniera più radiofonica, The Rasmus. Essendo tutte queste band finlandesi, si può considerare questo genere nativo di questa terra, un po' come accaduto per il melodic death metal chiamato anche swedish metal o Gothenburg sound proprio ad indicare la provenienza delle band capostipiti del genere.

## Formazione
- Ville Valo – voce, chitarra acustica (1991-2017)
- Mikko "Linde" Lindström – chitarra solista, chitarra acustica (1991-2017)
- Mikko "Migé" Paananen – basso, contrabbasso, cori (1991-1992; 1995-2017)
- Janne "Burton" Puurtinen – tastiere, pianoforte, cori (2001-2017)
- Jukka "Kosmo" Kröger – batteria, percussioni (2015-2017)

Membri passati
- Sami "Juippi" Jokilehto – batteria, percussioni (1991-1993)
- Juha Tarvonen – batteria, percussioni (1991-1993)
- Oskari "Oki" Kymäläinen – chitarra (1996)
- Antto Melasniemi – tastiere (1996-1998)
- Juhana Tuomas "Pätkä" Rantala – batteria, percussioni (1996-1999)
- Jussi-Mikko "Juska" Salminen – tastiere (1998-2000)
- Mika "Gas Lipstick" Karppinen – batteria, percussioni (1999-2015)

## Discografia

### Album in studio
- 1997 – Greatest Love Songs Vol. 666
- 2000 – Razorblade Romance
- 2001 – Deep Shadows and Brilliant Highlights
- 2003 – Love Metal
- 2005 – Dark Light
- 2007 – Venus Doom
- 2010 – Screamworks: Love in Theory and Practice
- 2013 – Tears on Tape

### Progetti paralleli

#### Daniel Lioneye
- 2001 – The King of Rock'n Roll
- 2010 – Vol. II
- 2016 – Vol. III

## Premi e riconoscimenti
Emma Awards

Vincitori:
- 1997 - Newcomer of the Year
- 1997 - Debut Album of the Year (per l'album Greatest Love Songs Vol. 666)
- 1999 - Export of the Year
- 2000 - Band of the Year
- 2000 - Album of the Year (per l'album Razorblade Romance)
- 2001 - Export of the Year
- 2005 - Rock Album of the Year (per l'album Dark Light)
- 2005 - Song of the Year (per la canzone Wings of a Butterfly)

Nomination:
- 2003 - Hard Rock/Metal Album of the Year (per l'album Love Metal)
- 2003 - Band of the Year
- 2007 - Band of the Year

VIVA Comet Awards

Vincitori:
- 2000 - Viewers' Choice Award
- 2000 - Video of the Year (per il video musicale di Join Me in Death)
- 2001 - Viewers' Choice Award

Kerrang! Awards

Vincitori:
- 2004 - Best Video (per il video musicale di The Funeral of Hearts)

Nomination:
- 2003 - Best Album (per l'album Love Metal)
- 2004 - Best Single (per la canzone The Funeral of Hearts)
- 2004 - Best band on the Planet
- 2005 - Best band on the Planet
- 2006 - Best band on the Planet

IFPI Platinum Europe Awards

Vincitori:
- 2004 - IFPI Platinum Europe Award (per l'album Razorblade Romance)

Grammy Awards

Nomination:
- 2007 - Best Boxed or Special Limited Edition Package (per l'album Venus Doom)

Revolver Golden Gods Awards

Vincitori:
- 2013 - Most Dedicated Fans

Noisecreep Creepies Awards

Vincitori:
- 2014 - Video of the Year (per il video musicale di Into the Night)